# 厚角細胞
厚角細胞（こうかくさいぼう、英語: collenchyma cell、collenchymatous cell）は、分化した植物細胞の一種である。柔細胞より厚い一次細胞壁をもつがリグニンを持たないため、植物の成長にあわせ柔軟に伸長し支持する。厚壁細胞とは違い、二次細胞壁をもたない生きた細胞である。若い茎、葉柄の表皮細胞の下などに見られる。